# Henrik Svensmark

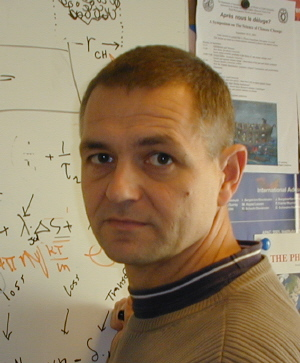
Henrik Svensmark

Henrik Svensmark (1958) is een Deens natuurkundige, werkzaam aan het Danish National Space Center in Kopenhagen. Hij bestudeert de effecten van kosmische straling op wolkvorming.
Zijn werk wordt door een deel van de klimaatwetenschappers als controversieel gezien, omdat hij CO2 niet als voornaamste oorzaak van de recente opwarming van de atmosfeer ziet. Hij ziet meer in de invloed van waterdamp en wolken in de atmosfeer als de belangrijkste oorzaak van de recente opwarming. Volgens Svensmark worden fluctuaties daarin voor een belangrijk deel veroorzaakt door de hoeveelheid kosmische straling en die op zijn beurt weer door het magnetisch veld in het zonnestelsel hetgeen wordt bepaald door de zonneactiviteit.
Het is bekend is dat er statistisch een significante relatie bestaat tussen de gemiddelde wereldtemperatuur en de zonnevlekken-activiteit. Het causaal verband tussen deze twee zaken is onbegrepen.
De hypothese van Svensmark in deze is als volgt:
1. het is aannemelijk dat kosmische straling een belangrijke rol speelt bij het ontstaan van lage bewolking.
2. lage bewolking heeft op de hele wereld, behalve in Antarctica, een overwegend afkoelend effect.
3. de kosmische straling vanuit het melkwegstelsel is niet constant en neemt toe naarmate er meer stervorming in de directe omgeving van de aarde plaatsvindt. Vanwege het "reizen" van het zonnestelsel door de spiraalarmen van het melkwegstelsel heen.
4. het magnetisch veld van de zon werkt als een beschermend schild tegen deze kosmische straling.
5. de sterkte van het magnetisch veld van de zon fluctueert in de tijd, met name in relatie met de zonnevlekken-activiteit.

Door deze hypothese kunnen een aantal verklaringen gegeven worden.
Doordat de zonneactiveit (zie ook zonnevlekken) de laatste honderd jaar is toegenomen, bereikt minder kosmische straling het aardoppervlak met als gevolg minder wolken en daardoor een stijging van de gemiddelde temperatuur. Omdat minder wolken in Antarctica eerder een afkoelend effect hebben, verklaart Svensmark dat de opwarming op Antarctica veel minder geprononceerd verloopt dan op het Noordelijk Halfrond.
De relatie tussen het Maunderminimum en de toen heersende extra lage temperaturen tijdens de kleine ijstijd in Europa kan hiermee worden verklaard.
De beweging van de zon door de spiraalstructuur van het melkwegstelsel en de daarmee veranderende hoeveelheid kosmische straling die het zonnestelsel bereikt, kan als oorzaak gezien worden van de ijstijden.
Het is wetenschappelijk gezien van groot belang dat de mogelijkheid bestaat om Svensmark's hypothese te toetsen. Bij CERN in het CLOUD-project wordt onderzocht hoe kosmische deeltjes na hun binnenkomst in de troposfeer veranderen in muonen en daarbij vrije elektronen afgeven. Deze elektronen fungeren dan als katalysator en vormen condensatiekernen waarrond aerosolen en dus wolken (waterdruppeltjes) ontstaan.
Henrik Svensmark is directeur van het Center for Sun-Climate Research bij het Danish Space Research Institute (DSRI), een onderdeel van het Danish National Space Center. Hij was voorheen hoofd van de zon-klimaatgroep bij DSRI. Hij was als natuurkundige verbonden aan drie andere organisaties: Universiteit van California in Berkeley, het Nordic Institute for Theoretical Fysics en het Niels Bohr-instituut. Hij is winnaar van de Energy-E2 Research-prijs en de Knud Hojgaard Anniversary Research Prize( DSRI).
In 1997 lanceerden Svensmark en Eigil Friis-Christensen een theorie die kosmische straling verbond met veranderingen in de gemiddelde wereldtemperatuur. Volgens beide Denen zijn deze temperatuurfluctuaties het gevolg van variaties in de intensiteit van de zonnewind. Ze noemen deze theorie kosmoklimatologie. Dit idee was al eerder (1975) geopperd door Robert Dickinson. Een kleinschalig laboratoriumexperiment werd in het Danish National Space Center gedaan. Svensmarks onderzoek ondergraaft de overheersende rol die de CO2-stijging speelt in het huidige klimaatdebat. Daarom krijgt hij erg veel scherpe kritiek.
Op de klimaattop in Kopenhagen, tijdens een discussie op 14 december 2009, die live werd uitgezonden op de Deense TV kreeg Svensmark een hartaanval of hartritmestoornissen, viel neer en moest naar het ziekenhuis worden afgevoerd.

## Belangrijkste publicaties
- (en)  Henrik Svensmark (1998). Influence of Cosmic Rays on Earth's Climate. Physical Review Letters 81: 5027–5030. DOI: 10.1103/PhysRevLett.81.5027.

- (en)  Henrik Svensmark, Jens Olaf P. Pedersen, Nigel D. Marsh, Martin B. Enghoff & Ulrik I. Uggerhøj (2007). Experimental evidence for the role of ions in particle nucleation under atmospheric conditions. Proceedings of the Royal Society A: Mathematical, Physical and Engineering Sciences 463: 385–396. DOI: 10.1098/rspa.2006.1773.

- (en)  aut (2007). Astronomy & Geophysics Cosmoclimatology: a new theory emerges. Astronomy & Geophysics 48 (1): 1.18–1.24. DOI: 10.1111/j.1468-4004.2007.48118.x.

### Boeken
- (en)  Henrik Svensmark & Nigel Calder (2007). The Chilling Stars: A New Theory of Climate Change. Icon, Thriplow. ISBN 9781840468151. Gearchiveerd op 9 december 2008. Geraadpleegd op 28 juli 2023.
- (en)  Henrik Svensmark (2008). The Chilling Stars: A Cosmic View of Climate Change, 2nd. Icon Books (UK) / Totem Books (USA). ISBN 1840468661.